# Charles A. Rich
Charles Alonzo Rich (Beverly, Massachusetts; 22 de octubre de 1854–Charlottesville, Virginia; 3 de diciembre de 1943) fue un arquitecto estadounidense que ejerció en la ciudad de Nueva York desde 1882 hasta 1933. Rich fue miembro de la Architectural League de Nueva York. Rich era socio del estudio de arquitectura de Nueva York Lamb & Rich, que se especializaba principalmente en diseño residencial.

## Edificios notables
- Ópera de Claremont (1897); Claremont, NH, un buen ejemplo de arquitectura renacentista incluida en el Registro Nacional de Lugares Históricos en 1973.[4]
- Milbank, Brinckerhoff y Fiske Halls (1897-98), Barnard College ; incluido en el Registro Nacional de Lugares Históricos en 2003.
- Phi Delta Alfa (1902); la primera fraternidad especialmente diseñada en New Hampshire y la primera fraternidad en la "fila de fraternidades" de Dartmouth (Webster Avenue).[3]
- Brooks Hall (1906-07), Barnard College; incluido en el Registro Nacional de Lugares Históricos en 2003.[3]
- Copshaholm, la mansión de Joseph Doty Oliver en South Bend, Indiana (1895-96); incluido en el Registro Nacional de Lugares Históricos y listado como Tesoro Americano